# 东北大学 (中国)
东北大学（英語：Northeastern University），简称东大、东工，始建于1923年4月，1949年成立沈阳工学院，1950定名东北工学院（NIT），1993年3月复名为东北大学，位于辽宁省沈阳市，是一所以工学为主的多科性大学，由民国初期奉系军阀张作霖创办，时任奉天省省长王永江兼首任校长，后由发动西安事变的东北军少帅张学良于1928年兼第三任校长。该校是一所以控制科学与工程、计算机科学、软件工程和机械、冶金、材料等重工业著称的工科大学，在技术创新、转移和产学研合作方面形成了自己的办学特色。
东北大学是中华人民共和国重点高校之一，是“双一流”和“985工程”、“211工程”重点建设大学，直属于中华人民共和国教育部。

## 历史沿革

### 建校初期
1921年初，奉天教育厅长谢荫昌向时任东三省巡阅使张作霖建议：欲使东北富强，不受外人侵略，必须兴办大学教育，培养各方面人才。奉天省议会于当年10月25日进行讨论，通过联合吉、黑两省创办东北大学以储备人才、振兴教育的议案。
1922年春，东北大学筹备委员会成立。
1923年4月19日，奉天省公署颁发“东北大学之印”，4月26日正式启用，东北大学宣告成立，在原文学专门学校旧址开办文法科大学，在原六大国立高师之一的沈阳高等师范学校旧址开办理工科大学，王永江为首任校长。
1928年8月，由张学良兼任校长。
1929年7月1日，东北大学第一届毕业典礼，校长张学良向120名学生颁发毕业证书，授予学士学位。各系毕业成绩第一的学生还由学校选送，往英、美、德等国留学深造。同年秋，文法两院学生迁入仿柏林大学设计的北陵校区（现辽宁省政府所在地）。由于学校经费充裕，教学设备和仪器等均比照民国四大名校（中央、西南联大所含三校、浙大、武大），环境幽雅，生活条件优越，关内的许多名人、专家和学者联袂出关，以致于三江、两湖、福建、四川等地杰出人才纷至沓来，选择在东北大学教书，像章士钊、黄季剛、梁思成、林徽音等著名学者曾任教于此，东北大学成为当时中国规模最大，经费最多，师资条件最好的大学之一，其每年经费預算相当于排名第二的北京大学的3倍多。
1931年，东北大学成立“东北大学委员会”，相当于校董会，张学良亲任委员长，章士钊、张伯苓、汤尔和、罗文干、宁恩承、金毓黻、臧式毅、王树翰、肖纯锦、王卓然等为委员。

### 抗日战争时期
1931年九一八事变后，东北大学被迫走上流亡之路，成为第一所流亡大学，从沈阳迁到北平。1931年10月18日，东北大学在北平西直门前陆军大学校址复校。期间，东北交通大学并入。七十余名学生转入私立南开大学借读直至毕业。
1935年12月9日，在东北大学迁至北平期间，在「一二·九」学生运动中发挥了重大作用。
1936年，学校迁往西安。
1937年1月12日，南京国民政府把张学良的东北大学改为国立，委臧启芳为代校长，南迁到开封；并在河南大学内设东北大学办事处。遭到全校师生坚决反对。国民政府停发一切经费，相持4个月无法解决。5月19日全校组成460人的“东北大学护校赴京请愿团”，南京政府电令制止上访，火车不通，学生卧轨。东北旅平各界抗日救国联合会（东联）串联51个团体组成“东大南下请愿后援会”募捐。最终请愿成功，南京政府收回成命。5月臧启芳来西安接收西安分校。6月，已迁至开封部分迁回西安。
1938年，国立东北大学迁往四川三台。国立东北大学（工学院）参与合并组建国立西北工学院，现发展为西北工业大学。
1939年，国立东北大学（农学院）改建为奉天农业大学。
东北大学在三台时期曾经发生过三次学潮。其中省籍问题成为主要矛盾。扩大到东北籍与非东北籍师生之间的对抗。在教育部部长朱家骅的介入下，以强硬的态度处理，支持臧启芳，并开除了一些东大教职员。风潮最后造成部分教员离开东大，学校因此元气大伤，臧启芳也遭受很大打击。
1946年2月，中共东北中央局决定成立东北大学，校址在合江省佳木斯市，任命张学良的四弟张学思为校长。
1946年5月, 东北大学迁回沈阳北陵旧址，恢复了工学院、农学院。东北大学回沈后留川部分校友將其改建为川北农工学院，后发展为川北大学、四川师范学院（现四川师范大学、西华师范大学），部分院系并入四川大学、重庆大学等校。
复校同时，三台时期业已存在的矛盾被带到了沈阳，学内又酝酿驱逐校长臧启芳的风潮。臧启芳去意已定，朱家骅准臧“休假”半年，同时派遣出身东大的刘树勋担任东大代理校长，明确指示对外以刘树勋名义彻底整顿校务。但在内战的紧张环境下，国共两党在东北地区的军事斗争态势对于东大教学秩序影响甚大，两派学生斗争尖锐。随着东北局势恶化，国民政府开始考虑撤出这一地区，全力经营关内。东北大、中学校学生陆续迁往北平。1948年5月国立东北大学迁往北平。但学生们来平后，在使用东北流通券上受到了当局限制，加重其生活负担。平津高校对东北学生的寄读也并不积极，东北学生与当地市民之间的矛盾冲突时有发生。至1948年夏，北平市政府、市民以及东北学生的关系已经十分紧张。1948年7月3日北平市参议会《救济东北来平学生紧急办法》，其核心思想是利用军队管训学生，有令东北学生充作炮灰之嫌，因而引发了东北学生的极大愤慨。7月5日晨，抗议活动在各校学生会的组织下展开，向副总统李宗仁和北平市参议会议长许惠东请愿。当晚7时当学生即将撤退的时候遭到军警射击，当场死8人，伤数十人，酿成“七五事件”，东北民众对七五事件的反响极大，要求妥善安置遇难学生并追责。
1947年，国立东北大学（医学院）并入中国医科大学。
1949年1月31日北平和平解放，1949年2月中共东北中央局大学委员会、东北行政委员会教育部发布《关于在北平东北各校学生处理办法的规定》，东北大学的师生从北平返回沈阳。1949年3月，东北行政委员会决定东北大学解体，将原东北大学工学院和理学院部分系科留在沈阳新办沈阳工学院，校址设在原沈阳奉天工业大学和市第二工科学校；文、理、法、商和教育学院并入长春长春市的东北大学（解放区），现发展为东北师范大学；农学院并入哈尔滨的东北农学院。 国立东北大学（农学院）部分参与合并组建沈阳农学院，现更名为沈阳农业大学。

### 中华人民共和国成立后
1950年4月，东北人民政府工业部决定筹建东北工业大学，包括沈阳工学院、抚顺矿专和鞍山工专。
1950年8月，东北人民政府发布命令，将上述三校合组为东北工学院，校址设在长沼湖，也就是现在的沈阳南湖，著名冶金专家靳树梁担任院长。
1952年，山东大学(采矿系)、哈尔滨工业大学(采矿系冶金系)、大连工学院(电机系)并入东北工学院。
1956年，以东北工学院的土木、建筑系为主，与西北工学院、青岛工学院和苏南工业专科学校的土木、建筑、市政类系（科）整建制合并，成立了西安建筑工程学院，即现在的西安建筑科技大学。
1960年，东北工学院被列为全国64所重点大学之一，成为首批被国务院批准有权授予学士、硕士和博士学位的大学。
1986年，进入全国33所试办研究生院学校的行列，1996年正式成立研究生院。
1987年，秦皇岛冶金地质职工大学并入东北工学院，现为东北大学秦皇岛分校。

### 学校复名后
1993年3月8日，东北工学院复名为东北大学，张学良亲自题写校名，并出任名誉校长、校董会名誉主席。
1995年，沈阳黄金学院并入东北大学，即东北大学黄金学院，后更名为东北大学基础学院。
1996年，东北大学进入首批国家重点建设的“211工程”。
1998年9月，随全国高等教育体制改革，东北大学由原冶金工业部部属院校划转为教育部直属高校。
2002年1月，东北大学成为国内首批34所“985工程”一期建设大学。
2017年，东北大学入选中国“双一流”大学建设高校。
2019年1月，东北大学与佛山市人民政府、佛山市顺德区人民政府签署协议，共建东北大学佛山研究生创新学院。

## 文化与传统

### 校徽

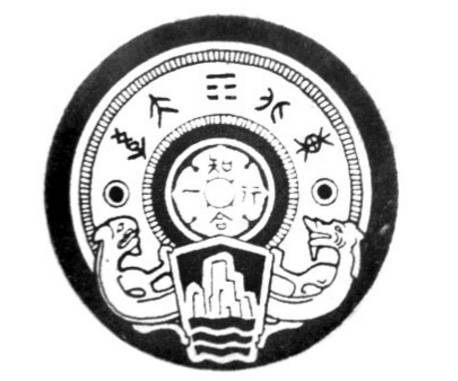

林徽因为东北大学设计的校徽，1929年启用。

### 校歌
东北大学校歌由刘半农作词，赵元任作曲。
|                        | 白山兮高高，黑水兮滔滔； 有此山川之伟大，故生民质朴而雄豪。 地所产者丰且美，俗所习者勤与劳。 愿以此为基础，应世界进化之洪潮。 沐春风时雨之德化，仰光天化日之昭昭。 惟知行合一方为贵，惟自强不息方登高。 爱校、爱乡、爱国、爱人类。 期终达于世界大同之目标。 啊！使命如此其重大，能不奋勉乎吾曹？能不奋勉乎吾曹？ |
| ——东北大学校歌（现行） | |

|                        | 白山兮高高，黑水兮滔滔； 有此山川之伟大，故生民质朴而雄豪； 地所产者丰且美，俗所习者勤与劳； 愿以此为基础，应世界进化之洪潮。 沐三民主义之圣化，仰青天白日之昭昭。 痛国难之未已，恒怒火之中烧。 东夷兮狡诈，北虏兮矫骁， 灼灼兮其目，霍霍兮其刀， 苟捍卫之不力，宁宰割之能逃？ 惟卧薪而尝胆，庶雪耻于一朝。 唯知行合一方为贵，无取乎空论之滔滔， 唯积学养气可致用，无取乎狂热之呼号。 其自迩以行远，其自卑以登高。 爱校、爱乡、爱国、爱人类，期终达于世界大同之目标。 使命如此其重大，能不奋勉乎吾曹，能不奋勉乎吾曹。 |
| ——东北大学校歌（原版） | |

### 校训校风
- 校训：自强不息，知行合一
- 校风：献身、求实、团结、创新

### 一二·九长跑
一二·九长跑是为纪念一二·九运动而组织的长跑活动。为传承民族精神，勿忘历史，作为一二·九运动的重要参与者之一，东北大学于每年的12月9日举行全校规模的长跑。

## 学校校区现状

### 各校区简介
东北大学主校区位于辽宁省沈阳市，校园南滨浑河，北畔南湖；学校占地总面积203万平方米，建筑面积100万平方米。现有场地设施包括：标准田径场2块；（其中一块容纳15000人的看台）80×100足球场2块；3800m²体育馆一座（内设篮球、乒乓球和体操馆）；192m²健身房1座；100m²武术房1座；70×30轮滑场地1块；篮球场地20块；排球场地12块；游泳馆一座（总建筑面积6774m²）。另有教学场馆多座：何世礼教学馆，逸夫楼，机电馆，建筑馆，采矿馆，冶金馆，大成教学馆，大学城等。
在2013年以前，大部分大一新生入学后将在原黄金学院旧址的基础学院校区学习一年。2012级开始，由于新教学楼、宿舍楼的陆续投入使用，部分新生直接在主校区学习，在2014年浑南校区投入使用后，东北大学主校区改称东北大学南湖校区，原基础学院不再作为教学场所，但仍保留实验室供学生做基础性的实验。
目前在浑南建有新校区，位于沈阳市浑南区创新路195号，总规划面积93.54万平方米，规划一期建筑面积28.66万平方米，一期建设项目包括图书馆、信息科学大楼、生命科学大楼、文科1楼、文科2楼、风雨操场、学生生活服务中心、学生宿舍等，预计2014年将有第一批新生入住。东北大学浑南校区功能分区合理，组织有序，体现教学、科研、生活有机结合的理念。2014年10月份起正式投入使用并入住。一期共有六个学院学生入住，分别是东北大学文法学院、马克思主义学院、工商管理学院、医学与生物信息工程学院、生命科学与健康学院、江河建筑学院。四座教学楼文科1楼、文科2楼、生命科学大楼、信息科学大楼现已更名为文管学馆、建筑学馆、生命学馆、信息学馆。

### 分校
秦皇岛分校，位于秦皇岛。
佛山研究生创新学院，位于佛山市顺德区。

## 统计数据
学校设有65个本科专业，其中国家级特色专业15个。有179个学科有权招收和培养硕士研究生（另设工程硕士、工商管理硕士、公共管理硕士、应用统计硕士、国际商务硕士、体育硕士、翻译硕士、会计硕士等8个专业学位授权点），97个学科有权招收和培养博士研究生，有15个博士后流动站，3个一级学科国家重点学科，4个二级学科国家重点学科，1个国家重点（培育）学科，共涵盖16个二级学科；3个国家重点实验室，4个国家工程（技术）研究中心。在2463名教师中，共有教授424人，其中，中国科学院和中国工程院院士5人，国家千人计划4人，教育部“长江学者奖励计划”特聘教授、讲座教授19人，国家杰出青年基金获得者24人，教育部新世纪优秀人才76人，入选国家百千万人才工程百人层次10人。国家自然科学基金创新群体2个，教育部创新团队3个。博士生导师353人；在校博士研究生2925人，硕士研究生5928人，普通本科生25793人。

## 学术成就
1989年以来，东北大学共获国家级优秀教学成果奖19项，其中一等奖5项，二等奖14项。在2005年全国第五届教学成果奖评审中，共获国家级教学成果奖7项，其中一等奖2项、二等奖5项。获辽宁省教学成果奖22项，其中特等奖2项、一等奖9项。“十五”以来，学校承担各类科技项目2100多项，获国家和省部级科技成果奖励124项，其中国家科技进步一等奖1项，二等奖4项，2004年获国家科技成果奖励数量居全国高校第12位。获得国家专利137项，被国际三大检索系统收录论文2364篇。
1995年，东北大学软件中心被确定为当时唯一的计算机软件国家工程研究中心；1997年，学校自动化中心被确定为国家自动化工程技术研究中心；1999年，设立了国家数字化医疗影像设备工程技术研究中心。东北大学科学园是中国第一个大学科学园，2000年，东北大学科学园成为国家首批15家大学科学园试点建设单位之一。
2009年，在国家有关部委的高校科研绩效（投入产出比）排名中，东北大学位列全国第三。

## 院系设置
截止至2017年12月31日，学校设有研究生院、东北大学秦皇岛分校、基础学院、文法学院、外国语学院、艺术学院、工商管理学院、理学院、资源与土木工程学院、冶金学院、材料科学与工程学院、机械工程与自动化学院、计算机科学与工程学院、信息科学与工程学院、软件学院、医学与生物信息工程学院、国防教育学院、生命科学与健康学院、江河建筑学院、马克思主义学院、体育部以及继续教育学院。学校设有68个本科专业，其中国家级特色专业15个；有179个学科有权招收和培养硕士研究生（另设工程硕士、工商管理硕士、公共管理硕士、应用统计硕士、国际商务硕士、体育硕士、翻译硕士、会计硕士等10个专业学位授权点），109个学科有权招收和培养博士研究生；有17个博士后流动站；3个一级学科国家重点学科，4个二级学科国家重点学科，1个国家重点（培育）学科，共涵盖16个二级学科；学校现有教职工4538人，其中专任教师2711人。有中国科学院和中国工程院院士4人，海外院士4人，国家“千人计划”入选者22人，青年千人计划10人。国家“高层次人才特殊支持计划”入选者8人，教育部“长江学者奖励计划”特聘教授、讲座教授27人，国家杰出青年基金获得者23人，海外及港澳学者合作研究基金获得者16人，教育部新世纪优秀人才102人，国家“百千万人才工程”入选者14人。国家自然科学基金创新群体4个，教育部创新团队3个。学校设有100多个研究机构，其中国家重点实验室3个，国家工程（技术）研究中心4个，国家工程实验室3个。设有国家级协同创新中心2个，辽宁省协同创新中心3个。学校全日制在校生45000余人，其中本科生29872人，硕士研究生11364人，博士研究生3850人。

- 基础学院（现已取消）
- 东北大学秦皇岛分校

## 历任校长
- 王永江，1923年4月至1927年11月兼任东北大学校长
- 刘尚清，1927年11月至1928年8月兼任东北大学校长
- 张学良，1928年8月至1937年2月兼任东北大学校长，1993年担任东北大学名誉校长
- 臧启芳，1937年2月至1947年4月任国立东北大学校长
- 刘树勋，1947年冬至1949年2月任国立东北大学校长
- 靳树梁，1950年9月至1964年7月任东北工学院院长
- 康敏庄，1977年11月至1981年5月任东北工学院党委书记兼院长，1981年6月至1983年3月专任党委书记
- 毕克桢，1981年5月至1984年1月任东北工学院院长
- 陆钟武，1984年1月至1991年1月任东北工学院院长
- 蒋仲乐，1991年任东北工学院院长，1993年任东北大学校长，1995年任东北大学党委书记
- 赫冀成，1995年3月至2010年11月任东北大学校长
- 丁烈云，2011年1月至2014年3月任东北大学校长
- 赵继，2014年6月至2021年2月任东北大学校长
- 冯夏庭，2021年2月起任东北大学校长

## 东大名人

### 著名历史人物
- 张学良：奉系军阀领袖张作霖之长子，曾任中华民国陆军一级上将、东北保安军总司令、东北大学校长、东北大学名誉校长、哈尔滨工业大学名誉理事长。
- 刘长春：东北大学体育特招生，中国參加奥运会第一人，东北大学现建有刘长春体育馆。

### 中国科学院和中国工程院院士
- 靳树梁：冶金专家，中国科学院学部委员
- 闻邦椿：著名机械学家，中国科学院学部委员、院士
- 邱竹贤：中国工程院院士
- 方肇伦：中国科学院院士
- 张嗣瀛：中国科学院院士
- 陆钟武：中国工程院院士
- 柴天佑：中国工程院院士
- (中國工程院院士)中国工程院院士
- 王淀佐：中国科学院院士，中国工程院院士，美国国家工程院外藉院士
- 左铁镛：中国工程院院士
- 干 勇：中国工程院院士
- 孙传尧：中国工程院院士，俄罗斯圣彼得堡工程科学院院士

### 美国工程院院士
- 张东晓：美国工程院院士，北京大学工学院院长，长江学者。

### 欧洲科学院院士
- 王义：欧洲科学院院士，教育部长江学者特聘教授，入选中组部千人计划，瑞典乌普萨拉大学教授，东北大学计算机科学与工程学院院长（2015年12月——）
- 傅晓明：欧洲科学院院士，教育部长江学者讲座教授，哥廷根大学计算机系教授，哥廷根大学数学与计算机科学学院计算机学术院长，东北大学德国校友会会长

### 著名教授、学者
- 梁思成：著名建筑学大师，梁启超之子,曾在东北大学创立中国第一个建筑系。
- 林徽因：曾随丈夫梁思成执教原东北大学建筑系。
- 章士钊：民初最有影响力的政论家之一，曾应张学良之聘，任东北大学文学院主任。
- 李华天：东北大学前身东北工学院教授，东北大学计算机鼻祖，现东软集团老一辈骨干多为其弟子。

### 政界、企业界知名校友
- 刘积仁：东北大学毕业生，中国第一位计算机应用专业博士，曾与东北大学另外两位教师合创东软。
- 邵先鹏：东北大学毕业生，台湾振兴集团董事长，為台灣輪胎泰斗，事業有成後，推動並捐贈母校成立張學良教育基金會，並擔任第一屆理事。
- 陈雷：东北大学毕业生，中华人民共和国水利部部长。
- 朱继民：东北大学毕业生，首钢集团党委书记，董事长。
- 李立国：东北大学毕业生，中华人民共和国民政部部长。

### 其他
- 柏杨：曾在东北大学政治系学习，著有《丑陋的中国人》、《中国人史纲》、《柏杨版资治通鉴》等，2008年在台湾去世。
- 王玨：曾就讀於东北大学歷史系，為台灣知名電影、電視劇演員，1981年獲頒金馬獎最佳男配角，2009年榮獲金馬獎特別貢獻獎。
- 单田芳：中国知名评书表演艺术家。
- 蔣永敬：著名历史学家。
- 金鑠：本姓名愛新覺羅 載樞，為滿族鑲黃旗人，臺灣歷史學者，曾任教於國立成功大學歷史系。
- 陸宗霖：第九屆全國政協委員，香港知名工業家，東北工學院畢業生。

## 国际交流
东北大学高度重视国际间的合作交流，已同美国、日本、英国、法国、意大利、澳大利亚、俄罗斯等130多个国家和地区的高校、科研院所建立了长期的学术交流，学校正朝着综合型、研究型、开放型、国际型的国内一流和国际知名的高水平大学发展。部分合作院校与科研机构包括：
- 荷蘭
  - 埃因霍温科技大学
- - 莫那什大学
  - 悉尼科技大学
- 德国
  - 亚琛工业大学
- 英国
  - 德蒙特福德大学
  - 诺丁汉特伦特大学
  - 罗伯特戈登大学
  - 拉夫堡大学
  - 谢菲尔德哈勒姆大学
  - 邓迪大学
- 白俄羅斯
  - 白俄罗斯国立技术大学
- 愛爾蘭
  - 都柏林城市大学
- 新加坡
  - 新加坡国立大学
- 美国
  - 密苏里大学
  - 圣地亚哥州立大学
  - 北卡羅萊納州立大學
  - 伊利諾伊大學芝加哥分校
- 日本
  - 东北大学
  - 名古屋大学
  - 大阪大学
  - 北海道大学
  - 关西大学
  - 立命馆大学
  - 熊本大学
  - 鹿儿岛大学
  - 长浜生物科学与技术大学
  - 丰桥技术科学大学
  - 芝浦工业大学
- 俄羅斯
  - 莫斯科国立大学
  - 圣光机大学
- 加拿大
  - 戴尔豪斯大学
- 丹麦
  - 奥尔堡大学
- 台湾
  - 中国文化大学
  - 国立嘉义大学
- 新西兰
  - 奥克兰大学

## 网络社区
东北大学有数个丰富学生文化生活的网站及网络社区，比较著名的有：
- 先锋论坛：东北大学校内最具人气的网上社区
- 白山黑水BBS
- 东北大学IPv6 BT下载站（页面存档备份，存于）：又名“六维空间”，创立于2008年，是中国高校最早出现的基于IPv6协议的P2P校园网络资源共享站点。